# Eric Johannesen
Pour les articles homonymes, voir Johannesen.
Eric Johannesen, né le 16 juillet 1988 à Oberhausen, est un rameur d'aviron allemand.  
Johannesen a commencé l'aviron en 2002. 
En 2005, il a été champion du monde junior en quatre avec barreur, en 2006, en huit il a terminé à la deuxième place au Championnat du monde junior . 
Puis 2008 où il a remporte les quatre de couple à la Régate mondiale U23 et a occupe la cinquième place en 2009.
En 2010, toujours au U23, il arrive deuxième avec Sebastian Peter en deux de couple,et lors des Championnats du monde, ramant avec Andreas Kuffner en deux sans barreur, ils  terminent cinquième.
2011 il est intégré avec Kuffner et Johannesen au huit d'Allemagne (Deutschlandachter),avec qui ils remportent le Championnat d'Allemagne et la régate de la Coupe du Monde à Munich et Lucerne.
Entre les deux, il participe en collaboration avec Richard Schmidt et Kristof Wilke à la Coupe du monde à Hambourg en quatre de pointe sans barreur et qu'ils remportent également.
Le Championnat du monde à Bled est remporté par le huit d'Allemagne,l'année suivante ce même huit décroche la médaille d'or aux Jeux Olympiques de Londres en 2012.
Aux Championnats du monde d'aviron 2013, c'est une médaille d'argent, derrière le Royaume-Uni et aux États-Unis.
Ce soldat du sport d'1.93m rame pour le club d'aviron de Bergedorf.

## Palmarès

### Jeux olympiques
- 2012 à Londres,  Royaume-Uni
  -  Médaille d'or en huit

### Championnats du monde
- 2011 à Bled,  Slovénie
  -  Médaille d'or en huit